# Gölpan (Gladhammars socken, Småland)
Gölpan är en sjö i Västerviks kommun i Småland och ingår i Botorpsströmmens huvudavrinningsområde. Sjön har en area på 0,204 kvadratkilometer och ligger 24,4 meter över havet. Sjön avvattnas av vattendraget Botorpsströmmen (Tynnsån).

## Delavrinningsområde
Gölpan ingår i det delavrinningsområde (639305-153698) som SMHI kallar för Utloppet av Maren. Medelhöjden är 46 meter över havet och ytan är 9,25 kvadratkilometer. Räknas de 45 avrinningsområdena uppströms in blir den ackumulerade arean 932,48 kvadratkilometer. Avrinningsområdets utflöde Botorpsströmmen (Tynnsån) mynnar i havet. Avrinningsområdet består mestadels av skog (79 procent). Avrinningsområdet har 0,84 kvadratkilometer vattenytor vilket ger det en sjöprocent på 9 procent.